# Bandcamp
Bandcamp est un magasin de musique en ligne qui s'adresse principalement aux artistes indépendants,.

## Fonctionnement

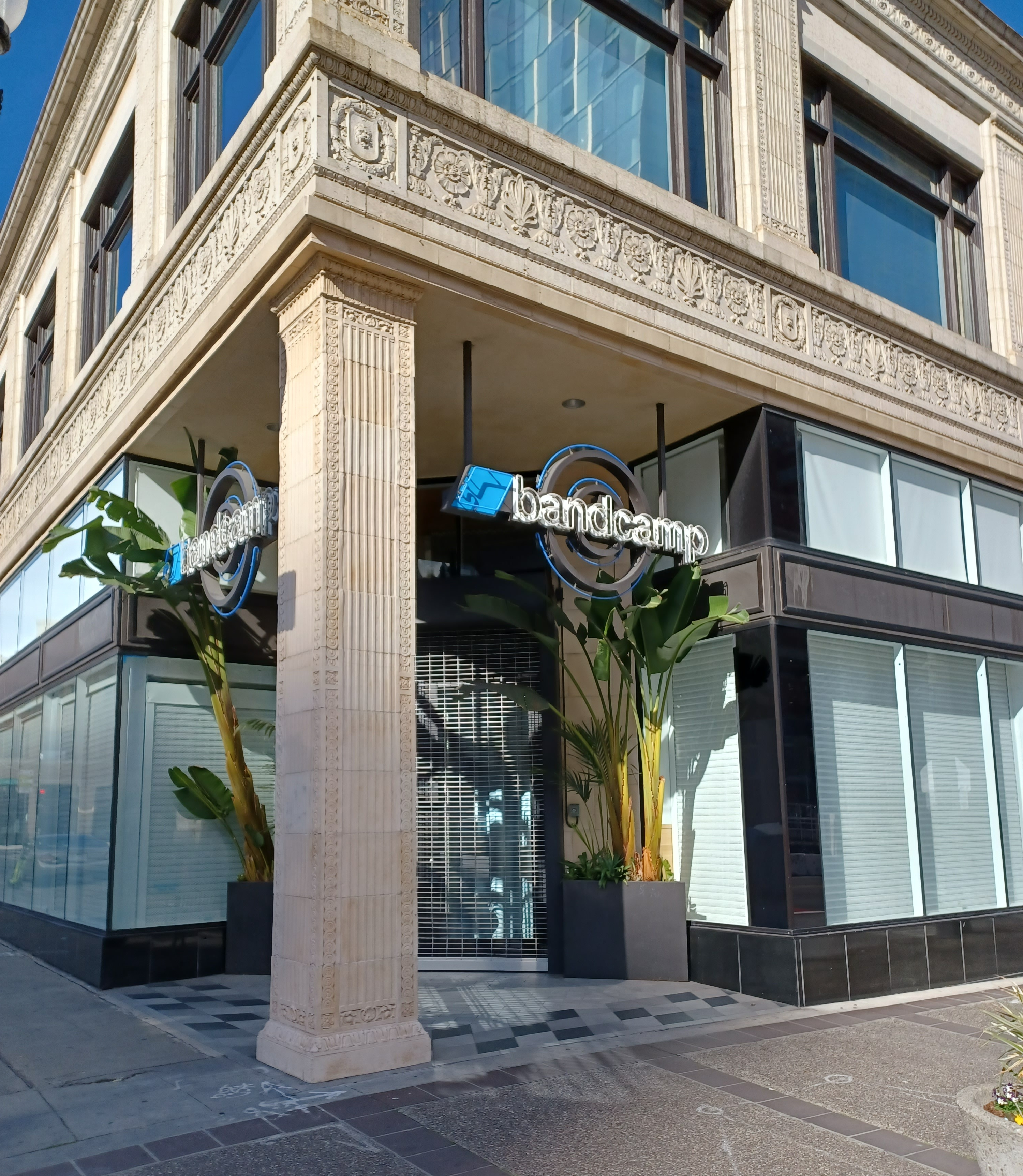
Bureaux de l'entreprise à Oakland en Californie

Sur le site de Bandcamp, les utilisateurs disposent d'un espace qu'ils personnalisent avec les albums qu'ils téléchargent. Toutes les pistes des albums peuvent être lues gratuitement en ligne et certains artistes choisissent d'offrir des téléchargements gratuits de leur musique. Bandcamp touche 15 % sur les ventes réalisées à partir de son site (en plus des frais de traitement des paiements bancaires), puis 10 % lorsque le montant des ventes dépasse 5 000 dollars. L'adhésion à Bandcamp est gratuite.

## Histoire
La notoriété de Bandcamp s'accroît nettement en juillet 2010, lorsqu'Amanda Palmer, Low Places et Bedhed décident de quitter leurs labels discographiques respectifs et vendre leurs albums sur la plateforme de Bandcamp, en utilisant Twitter comme outil de promotion,.
En mars 2022, Epic Games studio américain de développement et un distributeur de jeux vidéo, détenu à 40 % par le géant chinois Tencent, achète Bandcamp,.
Le 28 septembre 2023, Epic Games annonce vendre Bandcamp à la plate-forme américaine Songtradr (en) seulement 18 mois après son acquisition.  À cette même date, selon Wired, 830 employés d'Epic sont licenciés (ce qui correspond à 16%). Le 17 octobre, Pitchfork rapporte que Songtradr aurait licencié la moitié des employés de Bandcamp.  Bandcamp continue à collaborer avec Epic Games sur des projets comme Fortnite Radio.

## Artistes populaires
Bandcamp est devenu encore plus populaire en 2011 lorsque plusieurs développeurs de jeux vidéo indépendants choisirent à leur tour d'y publier les bandes-son de leurs jeux, parmi lesquels les créateurs d'Aquaria, de Bastion, Sanctum, Machinarium, Terraria, Plantes contre zombies, Limbo, Super Meat Boy, To the Moon, Fez, Minecraft, et Undertale[réf. nécessaire].

## Labels distribués
- Epitaph Records, Fat Wreck Chords, Sub Pop, R&S Records, Merge Records, City Slang, !K7, Future Classic, M-Tronic, Tikal sound records, Grosse Boîte

## Rémunération des artistes et labels
Bandcamp reverse 82 %  des paiements aux artistes, labels; et jusqu'à 93% lors des "vendredis bandcamp" : depuis la pandémie de Covid-19, Bandcamp renonce à sa part de revenus et donne toutes les ventes aux artistes pendant 24 heures le 20 mars 2020, répète l'initiative les mois suivants, appelé "Bandcamp Fridays", une fois par mois avec un site "Is It Bandcamp Friday?". Après avoir levé plus de 40 millions de dollars pour ses musiciens en 2020 grâce aux vendredis de Bandcamp, la plateforme prolongera le programme en 2021, 2022, 2023. 
En écho aux manifestations et émeutes consécutives à la mort de George Floyd et de plusieurs autres Afro-Américains des suites des violences policières, Bandcamp annonça le 19 juin 2020 qu'ils donneraient 100% de leurs bénéfices, pendant 24 heures, au "NAACP (en) Legal Defence Fund".
Les formats vendus sont mp3, FLAC (16 et 24 bits), AAC, Ogg, ALAC, WAV, AIFF à partir de 320 kb/s,.